# Concertación
De Concertación de Partidos por la Democracia (Nederlands: Coalitie van Partijen voor de Democratie, CPD) is een politieke coalitie van centrum- en centrumlinkse partijen in Chili.

## Geschiedenis
De CPD ontstond voor het referendum van 1988 waarin de Chileense bevolking zich mocht uitspreken over een eventuele verlenging van het ambtstermijn van president Augusto Pinochet. De CPD leidde de campagne van het Nee-kamp. Op 5 oktober 1988 stemde een meerderheid van de bevolking tegen de verlenging van de termijn van Pinochet. De partijen van het eerste uur die deel uitmaakten van de Concertación waren de Partido Socialista (Socialistische Partij), de Partido Demócrata Cristiano (Christendemocratische Partij) en de Partido Radical (Radicale Partij). Later traden ook andere partijen toe.
In 1989 schoof de Concertación Patricio Aylwin naar voren als kandidaat voor het presidentschap en kwam men met een gezamenlijke lijst voor de parlementsverkiezingen. Bij de verkiezingen van december 1989 werd Aylwin gekozen tot president en verwierf de coalitie een meerderheid in het Kamer van Afgevaardigden, maar niet in de Senaat. De komende vijftien jaar veranderde deze situatie niet: telkens wist men in de Senaat geen meerderheid te veroveren. Als gevolg hiervan moest er samengewerkt worden met de conservatieve partijen in de Senaat.
In 1993 verkreeg Eduardo Frei Ruiz-Tagle, zoon van oud-president Eduardo Frei Montalva 57% van de stemmen en werd hiermee president van de republiek. Frei was na Aylwin ook de tweede christendemocraat op rij als staatshoofd van Chili. In hetzelfde jaar traden de kleinere Partido Humanista (Humanistische Partij), de Izquierda Cristiana (Linkse Christenen) en de Partido Ecologista Verde (Groen-Ecologische Partij) uit de Concertación. Kleinere socialistische fracties fuseerden echter met de PS en radicale en sociaaldemocraten vormden de Partido Radical Socialdemócrata (Sociaaldemocratische Radicale Partij) binnen de Concertación.
Tijdens interne verkiezingen in 1999 werd de socialist Ricardo Lagos aangewezen als presidentskandidaat van de CDP. Hij nam het op tegen de centrumrechtse Joaquín Lavín. Tijdens de eerste ronde behaalde geen van de kandidaten een meerderheid, maar bij de tweede, beslissende rond in januari 2000, behaalde Lagos 51% van de stemmen en werd tot president gekozen.
Interne verkiezingen in 2005 wezen de socialist Michelle Bachelet aan als presidentskandidaat. Zij verkreeg bij de tweede ronde van de presidentsverkiezingen van januari 2006 53,49% van de stemmen en werd de eerste vrouwelijke president van het land.

### Presidentsverkiezingen van 2010
Eduardo Frei Ruiz-Tagle, die al eerder president van Chili was geweest van 1994 tot 2000, werd in 2009 door de CDP naar voren geschoven als presidentskandidaat. Op 13 december 2009 nam hij het op tegen Sebastián Piñera van de Renovación Nacional/Alianza por Chile (Nationale Hernieuwing/Alliantie voor Chili). De andere kandidaten waren Marco Enríquez-Ominami Gumucio en Jorge Arrate Mac-Niven. Piñera kreeg 44,06% van de stemmen en Frei 29,6% van de stemmen. Omdat geen enkele kandidaat een meerderheid had behaald, volgde op 17 januari 2010 een tweede en beslissende ronde waaraan de twee kandidaten met de meeste procentpunten aan mee mochten doen. Piñera wist Frei met ruim 51% van de stemmen te verslaan. Hiermee kwam een einde aan de dominantie van de Concertación. Ook verloor de CDP haar meerderheid in de Kamer van Afgevaardigden. De partijen van Concertación belandden daardoor in de oppositiebankjes. Aanvankelijk werd nog besloten om de coalitie voort te zetten, maar in 2013 kwam er een einde aan de Concertación. De socialisten en christendemocraten besloten echter om hun samenwerking voort te zetten.
In aanloop naar de presidentsverkiezingen van 2013 vormden de socialisten, christendemocraten, communisten, linkse christenen en een aantal andere kleine partijen de Nueva Mayoría (Nieuwe Meerderheid).

## Partijen die behoorden tot deConcertación
- Partido Demócrata Cristiano, PDC (Christendemocratische Partij)
- Partido por la Democracia, PPD (Partij voor de Democratie)
- Partido Socialista de Chile, PS (Sozialistische Partij van Chili)
- Partido Radical Socialdemócrata, PRSD (Sociaaldemocratische Radicale Partij)
- Tot 1993 behoorden ook de volgende partijen tot de Concertación:
- Partido Humanista, PH (Humanistische Partij)
- Izquierda Cristiana, IC (Linkse Christenen)
- Partido Ecologista Verde, PEV (Groen-Ecologische Partij)
- Div. socialistische groepen
- Partido Radical, PR (Radicale Partij; gefuseerd met onderstaande partij in 1993 tot de PRSD)
- Partido Socialdemocracia Chilena, PSD (Chileense Sociaaldemocratische Partij; gefuseerd met bovengenoemde partij in 1993 tot de PRSD)

## Verkiezingsuitslagen

### Presidentsverkiezingen
| Alliantie         | 1989                                | 1993                     | 1999/2000                     | 2005/2006                                                  |
| Concertación      | 55,2 % (Aylwin, PDC)                | 57,9 % (Frei, PDC)       | 47,96 % (51,3 %) (Lagos, PS)  | 46,0 % (54 %) (Bachelet, PS)                               |
| Alianza por Chile | 29,4 % / 15,4 % (Büchi / Errázuriz) | 24,3 % (Alessandri, UDI) | 47,51 % (48,7 %) (Lavín, UDI) | 25,4 % / 23,2 % (46 %) (Piñera, RN / Lavín, UDI, (Piñera)) |

### Parlementsverkiezingen
| Alliantie         | Partij | 1989      | 1993      | 1997      | 2001      | 2005        |
| Concertación      | PDC    | 38 (26 %) | 37 (27 %) | 38 (23 %) | 31 (25 %) | 20          |
| Concertación      | PS     | -         | 15 (12 %) | 11 (11 %) | 10 (10 %) | 16          |
| Concertación      | PPD    | 16 (11 %) | 15 (12 %) | 16 (13 %) | 20 (13 %) | 22          |
| Concertación      | PRSD   | 0 (0 %)   | -         | 4 (3 %)   | 6 (4 %)   | 7           |
| samen             |        | 69 (51 %) | 70 (55 %) | 69 (51 %) | 62 (48 %) | 65 (51,8 %) |
| Alianza por Chile | UDI    | 11 (10 %) | 15 (12 %) | 17 (14 %) | 31 (25 %) | 34          |
| Alianza por Chile | RN     | 29 (18 %) | 29 (16 %) | 23 (17 %) | 18 (14 %) | 20          |
| samen             |        | 48 (34 %) | 50 (37 %) | 47 (36 %) | 57 (44 %) | 54 (38,7 %) |

| Alliantie                              | Partij | 1989 (38 zetels) | 1993 (18) | 1997 (20) | 2001 (18) | 2005 (20)   |
| Concertación                           | PDC    |                  |           |           | 12        | 6           |
| Concertación                           | PS     |                  |           |           |           |             |
| Concertación                           | PPD    |                  |           |           |           |             |
| Concertación                           | PRSD   |                  |           |           |           |             |
| totaal nieuw gekozen of herkozen leden |        | 22               | 10        | 11        | 10        | 11 (55,7 %) |
| Zetels in de Senaat                    |        | 22               | 22        | 21        | 20        | 20          |
| Alianza por Chile                      | UDI    |                  |           |           |           |             |
| Alianza por Chile                      | RN     |                  |           |           |           |             |
| totaal nieuw gekozen of herkozen leden |        | 16               | 8         | 9         | 8         | 8 (37,2 %)  |
| Zetels in de Senaat                    |        | 16               | 16        | 17        | 18        | 18          |